# كتاب الخلاف بين ريموند المسيحي وعمر السرسني
كتاب الخلاف بين ريموند المسيحي وعمر السرسني (باللاتينية : Liber disputationis Raimundi christiani et Homeri Saraceni) هو عمل سيرة ذاتية لرامون لول كتبه عام 1308 في بيزا. وهو يوثق مناظرة بين الفيلسوف الكاتالوني وفيلسوف مسلم مجهول الهوية، يسميه لول هوميروس، ولم تصلنا منه أي معلومات أخرى، على الرغم من أننا نستطيع أن نفترض أن اسمه الحقيقي كان عمر، والكتاب هو دفاع عن المسيحية ضد السراسنة (لفظ مُتعالي يُطلق على المسلمين). يقدم لول الكتاب باعتباره نسخة معدلة للنزاع حول العقائد المسيحية المتعلقة بالثالوث والتجسد، والتي أنكرها عمر من خلال الاختزال إلى العبث على الطريقة المدرسية وأكدها لول باستخدام أسلوبه التوضيحي "البدائي"، المسمى "التظاهر بالتكافؤ". تم تأليف الكتاب في الأصل باللغة العربية أثناء أسر لول في بجاية (الجزائر)، وقد فقده في حطام السفينة التي تعرض لها أثناء عودته إلى جنوة. أعاد كتابتها باللغة اللاتينية أثناء وجوده في بيزا، وأرسل نسخة منها إلى البابا كليمنت الخامس.

## روابط خارجية
- طبعة (1510) من Liber disputationis Raimundi christiani et Homeri Saraceni .
- الترجمة الإسبانية على الإنترنت لكتاب Liber disputationis Raimundi christiani et Homeri Saraceni .